# Santuari de la Mare de Déu del Mont Carmel
El Santuari de la Mare de Déu del Mont Carmel és un edifici religiós situat al barri del Carmel del districte d'Horta-Guinardó de Barcelona.

## Història
La construí entre 1860 i 1864 l'ermità Miquel Viladoms a la Muntanya Pelada (actualment turó del Carmel), prop de Can Móra, sota l'advocació de la Mare de Déu del Carme. Viladoms fou violentament assassinat dins de la capella, que durant uns anys va quedar abandonada. A partir del 1890 hi residí mossèn Jaume Moré, que tenia cura espiritual dels pocs habitants de la zona, sota la dependència parroquial de Sant Joan d'Horta.
A l'inici del segle xx, era un lloc molt concorregut per fer-hi aplecs, fontades, concerts musicals, especialment de l'orfeó L'Estrella del Carme, i celebracions religioses, amb gent vinguda de Gràcia i Sant Martí de Provençals, sobretot.
El 1913, el Patronato Popular de Cultura y Beneficencia de Nuestra Señora del Monte Carmelo, va convèncer mossèn Moré de traslladar-se a viure a Can Grau i oficiar la missa a la capella particular de la finca, deixant de fer-ho a l'ermita del Carmel, fins que el 1930 s'erigí l'església de Santa Teres de Jesús, perquè la capella havia quedat petita pel creixement del barri, i el mossèn tornà a l'ermita. El 1930 fou elevada a capella. A partir de la dècada de 1940 va ser molt freqüentada per la quantitat de persones que van anar a viure per aquella zona.

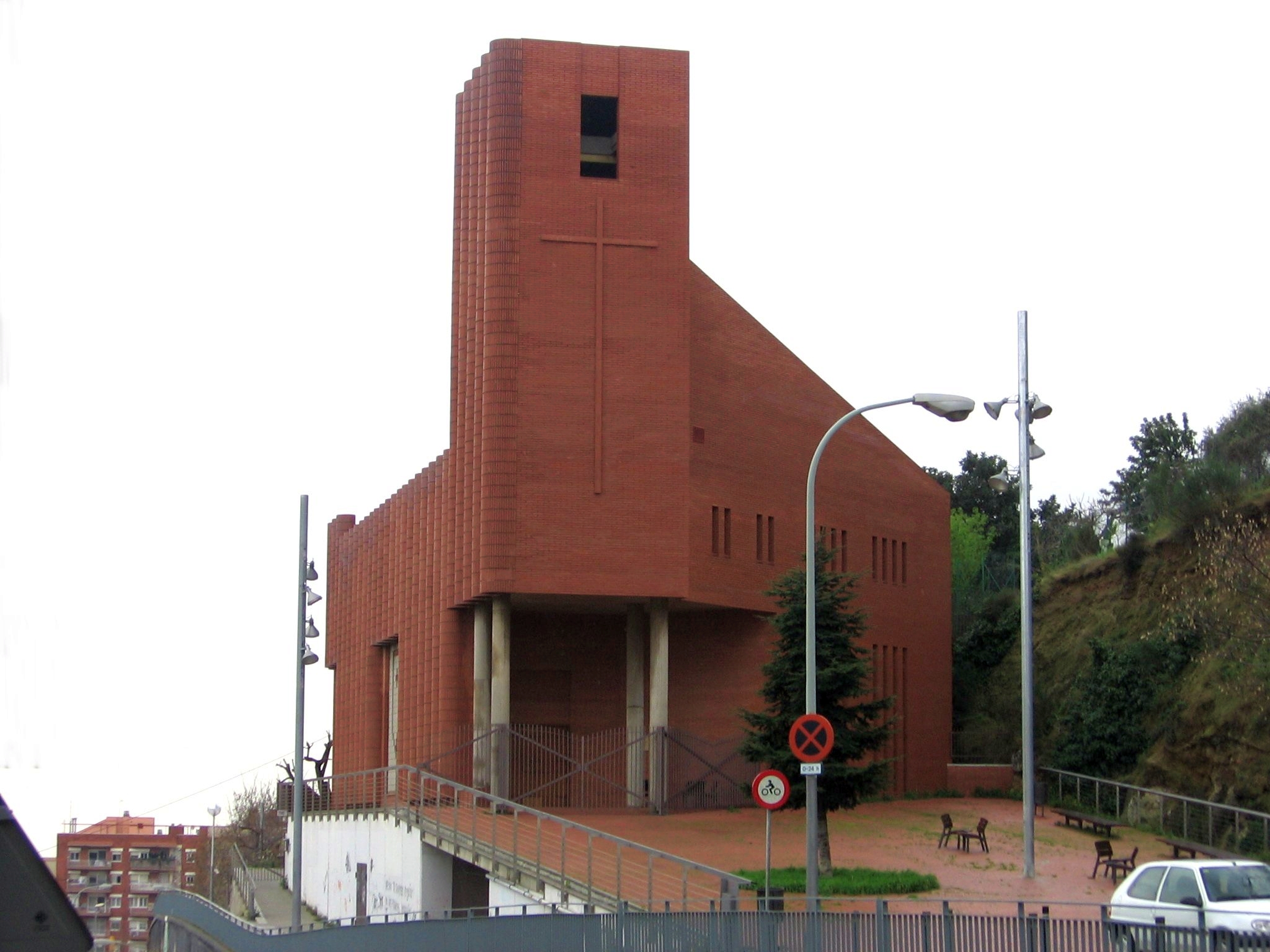
La nova església del Mont Carmel, inaugurada el 1988

El 1962 es va establir com a parròquia, i amb el temps, s'implicà profundament en la vida del barri, realitzant una gran tasca en terrenys com la sanitat, l'educació i la cultura, i implicant-se en les reivindicacions del barri a nivell de serveis i infraestructures.
Atès la petita mida de la capella, que només podia acollir a trenta persones, entre 1985 i 1988 es construí una nova església, obra dels arquitectes Francesc de Paula Daumal i Domènech i Miquel Campos i Pascual, amb un disseny més contemporani. El nou templeedifici fou inaugurat el 16 de juliol del 1988 per l'arquebisbe de Barcelona Narcís Jubany.